# Primzahlpotenz
Primzahlpotenzen (kurz Primpotenzen) sind natürliche Zahlen, die eine Potenz einer Primzahl {\displaystyle p} sind, z. B. {\displaystyle 625=5\cdot 5\cdot 5\cdot 5=5^{4}}.
Primzahlpotenzen treten bei endlichen Körpern auf. Die Anzahl der Elemente eines endlichen Körpers ist immer eine Primzahlpotenz.

## Beispiele und Werte
- {\displaystyle 169=13^{2}}
- {\displaystyle 2401=7^{4}}
- {\displaystyle 1024=2^{10}}

Die ersten Primzahlpotenzen sind:
1, 2, 3, 4, 5, 7, 8, 9, 11, 13, 16, 17, 19, 23, 25, 27, 29, 31, 32, 37, 41, 43, 47, 49, 53, 59, 61, 64, 67, 71, 73, 79, 81, 83, 89, 97, 101 …
Lässt man die einfachen Primzahlen, also die Primpotenzen mit 1 als Exponent, aus, erhält man:
1, 4, 8, 9, 16, 25, 27, 32, 49, 64, 81, 121, 125, 128, 169, 243, 256, 289, 343, 361, 512, 529, 625, 729, 841, 961, 1024, 1331 …

## Modul
- {\displaystyle p\geq 5,p^{2}\equiv 1\mod {\{2,3,4,6,8,12,24\}}}
- {\displaystyle p\geq 7,p^{4}\equiv 1\mod {\{2,3,4,5,6,8,10,12,15,16,20,24,30,40,48,60,80\}}}

...
- {\displaystyle p\geq 23,p^{7920}\equiv 1\mod {\{2-28,30,...\}}}

...

## Verallgemeinerung
In beliebigen kommutativen Ringen mit {\displaystyle 1} werden Primzahlpotenzen durch primäre Ideale und irreduzible Ideale verallgemeinert. In Dedekindringen sind Ideale genau dann primär bzw. irreduzibel, wenn sie von einer Potenz eines Primelementes erzeugt werden.

## Sonstiges
Im Film Cube (1997) markieren Primzahlpotenzen diejenigen Räume einer kubischen Labyrinthstruktur, die tödliche Fallen enthalten.